# MIDNIGHT JAM
『MIDNIGHT JAM』（ミッドナイトジャム）は、2001年4月7日から2009年3月27日まで山口朝日放送で放送されていたテレビ番組。ハイビジョン番組（地上デジタル放送のみハイビジョンで放送）。

## 放送時間
- 土曜日 25:00 - 25:30 （2001年4月 - 2008年3月）
- 金曜日 24:52 - 25:24 （2008年4月 - 2009年3月）

## 出演者
- 井川弘宜（yabアナウンサー） - MC
- 関真由美（当時yabアナウンサー） - アシスタント
- 八木ひとみ（当時yabアナウンサー） - アシスタント

## 番組内容
最新の音楽情報と映画情報を伝えていた深夜番組で、それまでyabで制作・放送されていた音楽情報番組『Let's Go☆WILD!』と映画情報番組『シネマでナイト!』を統合する形でスタートした。MCならびにプロデューサーを井川が務めていた。
番組は、スポンサーを務めている映画館のスタッフと井川のトークで進行。山口県内で行われるコンサートの先行チケット予約なども行っていた。収録は映画館のロビーで行われることが多かったが、ゲストを招いている際にはyabの個室で収録することもあった。
番組の終了後、替わって後継番組の『シネKING』がスタートした。ただし、同番組が取り扱っているのは映画情報のみとなっている。